# Jon Peters
Jon Peters (Van Nuys, 2 de Junho de 1945) é um ex-cabeleleiro e maquiador, atualmente atuando como produtor de vários filmes com grandes orçamentos em Hollywood.
Peters já foi por várias vezes criticado por membros da indústria cinematográfica por seu grande ego e pela tendência em preferir que seus filmes possuam "estilo" ao invés de "conteúdo", em especial nos filmes de ação que já produziu, como Tango & Cash e Wild Wild West.